# Міядзакі Ясудзі
Міядзакі Ясудзі (15 жовтня 1916 — 30 грудня 1989) — японський плавець.
Олімпійський чемпіон 1932 року.